# 纳尔卡恩达
纳尔卡恩达（Narkanda），是印度喜马偕尔邦Shimla县的一个城镇。总人口712（2001年）。

## 人口
该地2001年总人口712人，其中男性443人，女性269人；0—6岁人口110人，其中男56人，女54人；识字率80.34%，其中男性为85.10%，女性为72.49%。